# Osservatorio nazionale di Rio de Janeiro
L'Osservatorio nazionale (in portoghese: Observatório Nacional in sigla ON) è un osservatorio astronomico con sede a Rio de Janeiro.
Fondato nel 1827, è una delle più antiche istituzioni scientifiche del Brasile. Inizialmente sorto per organizzare gli studi geografici sul paese e insegnare le tecniche di navigazione, oggi l'istituto ha il compito di determinare l'ora esatta  per le varie aree orarie del Brasile e svolge attività di ricerca nei campi dell'astronomia, dell'astrofisica e della geofisica. Tiene corsi universitari postlaurea, che conferiscono la laurea magistrale ed il dottorato.

## Storia
Già in età coloniale erano state effettuate osservazioni astronomiche in Brasile. In particolare a Rio de Janeiro era stato organizzato un osservatorio nel 1730 nella scuola dei gesuiti sul Morro do Castelo (collina del castello). In questo stesso luogo due astronomi portoghesi, Sanches d'Orta e Oliveira Barbosa, iniziarono nel 1780 ad effettuare osservazioni di astronomia, meteorologia e magnetismo terrestre. Con il trasferimento della corte portoghese in Brasile nel 1808, gli strumenti di questo osservatorio furono trasferiti presso la regia Accademia militare.
Nel 1827 l'Assemblea legislativa dell'Impero autorizzò il governo a fondare un osservatorio astronomico alle dipendenze del Ministero dell'Impero. L'osservatorio fu inizialmente collocato nella torre della Scuola Militare. Per quasi vent'anni l'istituzione non fece progressi.
Nel 1845 il ministro della guerra Francisco Jeronimo Coelho, riorganizzò l'osservatorio come Osservatorio imperiale di Rio de Janeiro e lo trasferì nella fortezza della Concezione. Nel 1846 fu approvato il primo regolamento dell'osservatorio. Nel 1850 l'osservatorio fu nuovamente trasferito, questa volta in una chiesa sconsacrata sul Morro do Castelo, dove rimase fino al 1920.
Intanto, nel 1865, la Scuola Militare fu smembrata e l'osservatorio fu posto alle dipendenze della Scuola Centrale. Fra il 1827 e il 1871 l'attività dell'osservatorio si concentrò quasi esclusivamente sull'educazione dei cadetti delle scuole militari dell'esercito e della marina. 

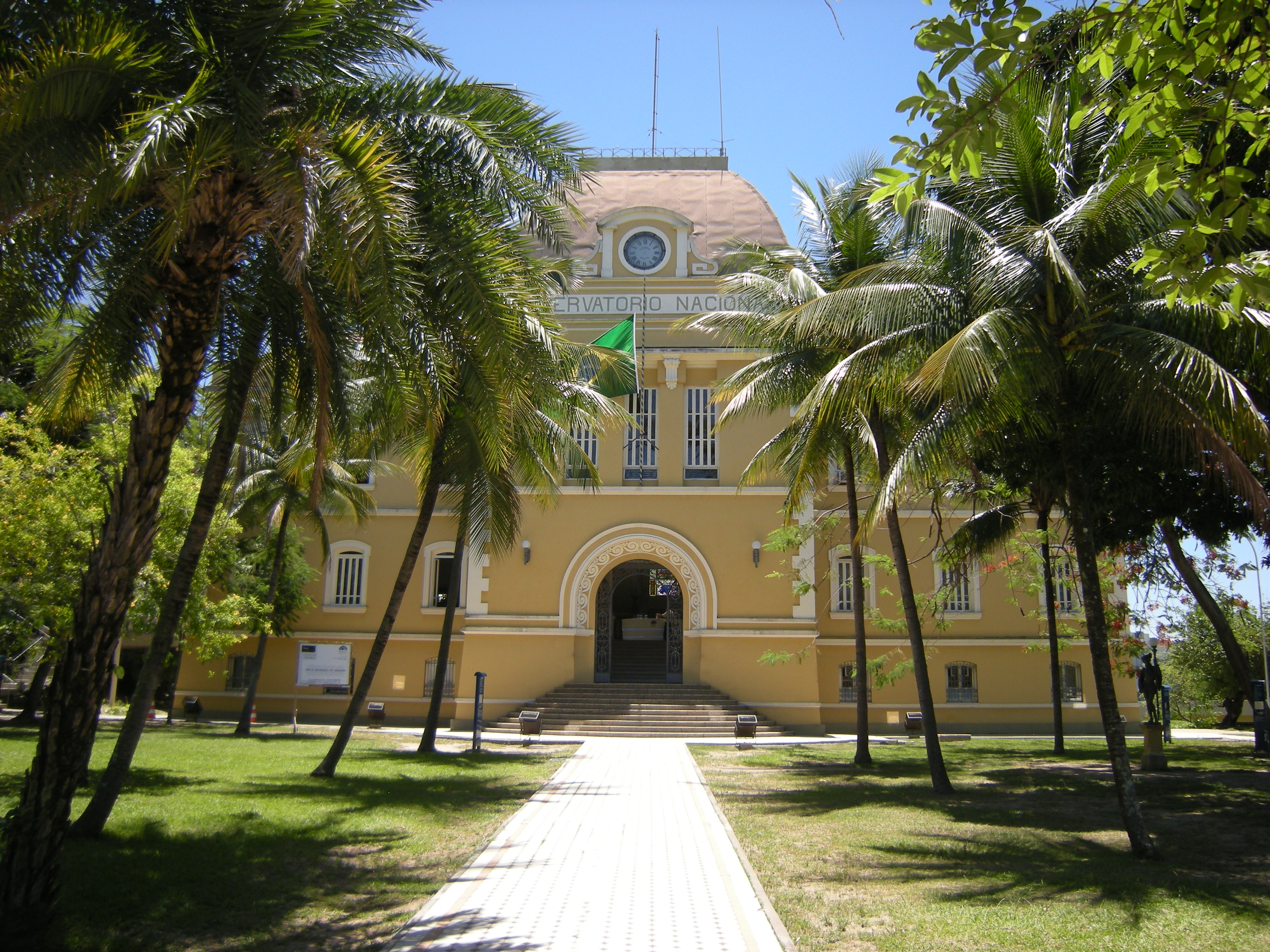
Edificio del museo di astronomia dell'osservatorio

Nel 1871 l'istituto fu sottratto all'amministrazione militare e fu riorganizzato come istituzione esclusivamente scientifica, dedita alla ricerca ed al servizio alla società nei campi della meteorologia, dell'astronomia, della geofisica e della misura del tempo. Per la sua gestione fu creata la Commissione Amministrativa dell'Osservatorio di Rio de Janeiro.
Nel 1890, con la proclamazione della repubblica, l'osservatorio fu, tuttavia, nuovamente posto alle dipendenze del Ministero della Guerra, mentre il nome venne cambiato in quello di Osservatorio di Rio de Janeiro: da esso dipendeva il servizio geografico militare. Fra il 1892 e il 1896 l'osservatorio curò la determinazione dei confini nazionali del Brasile.
Nel 1909 fu fondato nel Ministero dell'Agricoltura il dipartimento per la meteorologia e l'astronomia, alle cui dipendenze fu posto l'osservatorio. Fu in questo momento che l'istituto prese il nome di Osservatorio nazionale.
Nel 1915 fu realizzato l'osservatorio magnetico di Rio de Janeiro, oggi parte dell'osservatorio nazionale. Nel 1921 la direzione per la meteorologia fu separata dall'osservatorio, che conservò la competenza per l'astronomia, la geofisica e la metrologia. In quell'anno l'istituzione ricevette la visita di Albert Einstein, durante il suo soggiorno in Brasile.
Nel 1922 l'osservatorio fu trasferito dalla Esplanada do Castelo al Morro de São Januário ("collina di San Gennaro"), nel bairro di São Cristóvão, dove si trova tuttora e nel 1930 passò alle dipendenze del nuovo Ministero dell'educazione e della Cultura.
Nel 1955 l'osservatorio estese le sue ricerche all'ambito del magnetismo terrestre, e a tal fine costruì una specifica sede sull'isola di Tatuoca nel delta del Rio delle Amazzoni. Successivamente, nel 1972, fu allestito un osservatorio astrofisico a Brasópolis, nel Minas Gerais. Nel 1980, poi, fu montato un telescopio Cassegrain del diametro di 1,60 metri. Infine, nel 1985, l'osservatorio astrofisico fu separato dall'osservatorio astronomico, dando origine al Laboratorio Nazionale di Astrofisica.